# Heloderma horridum
La lucertola perlinata messicana (Heloderma horridum Wiegmann, 1829) è una grossa lucertola velenosa che si trova principalmente in Messico e in Guatemala. Insieme al suo congenere, il mostro di Gila (Heloderma suspectum), è l'unica lucertola ad aver sviluppato un sistema per inoculare veleno, ed è per lungo tempo stata considerata l'unica lucertola velenosa al mondo.

## Descrizione
Vive in ambienti aridi ed è lunga circa 60 cm di cui la metà spetta alla sola coda. La lucertola perlinata messicana è un animale notturno e crepuscolare, e trascorre le ore diurne più calde rifugiato in una tana posta fra rocce e picchi. Esce dalla tana solo per dare la caccia alle piccole prede di cui si nutre, soprattutto uova di uccelli o di piccoli rettili.
Possiede un veleno neurotossico simile a quello dei crotali, il cui siero agisce sul sistema nervoso, tuttavia il suo effetto non è generalmente letale per l'uomo.

## Conservazione
La narrativa sulla lucertola perlinata messicana è costellata di miti e superstizioni in gran parte della sua area nativa. Si ritiene erroneamente che il suo morso sia più velenoso di quello di un serpente a sonagli, che possa produrre fulmini con la coda, o ancora che possa far abortire una donna incinta semplicemente guardandola. Come risultato, spesso i locali uccidono la lucertola a vista.